# Georg Vogt (Maler)

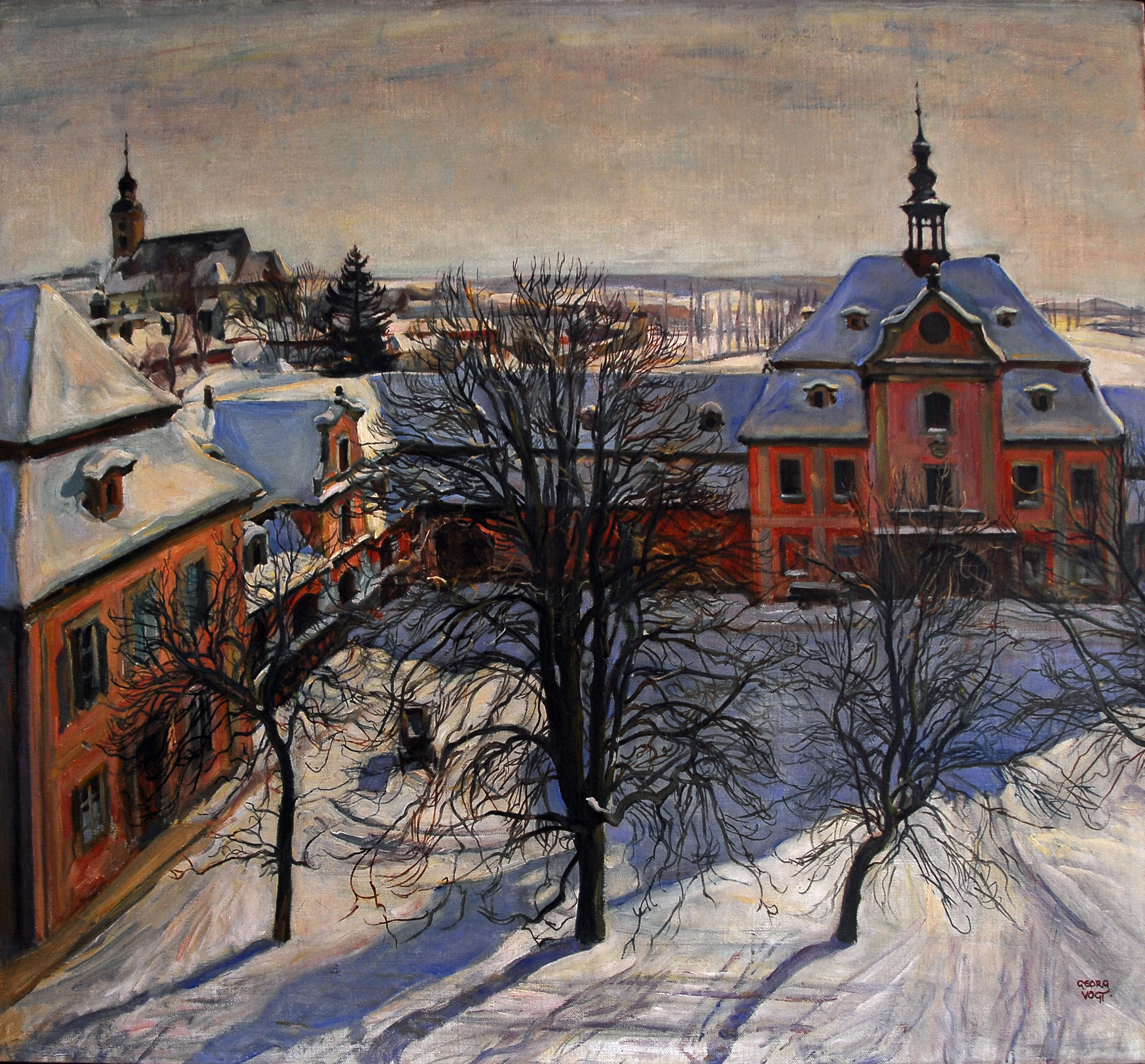
Georg Vogt: Ellingen, Brauerei.
Öl auf Leinwand, 90 × 81 cm

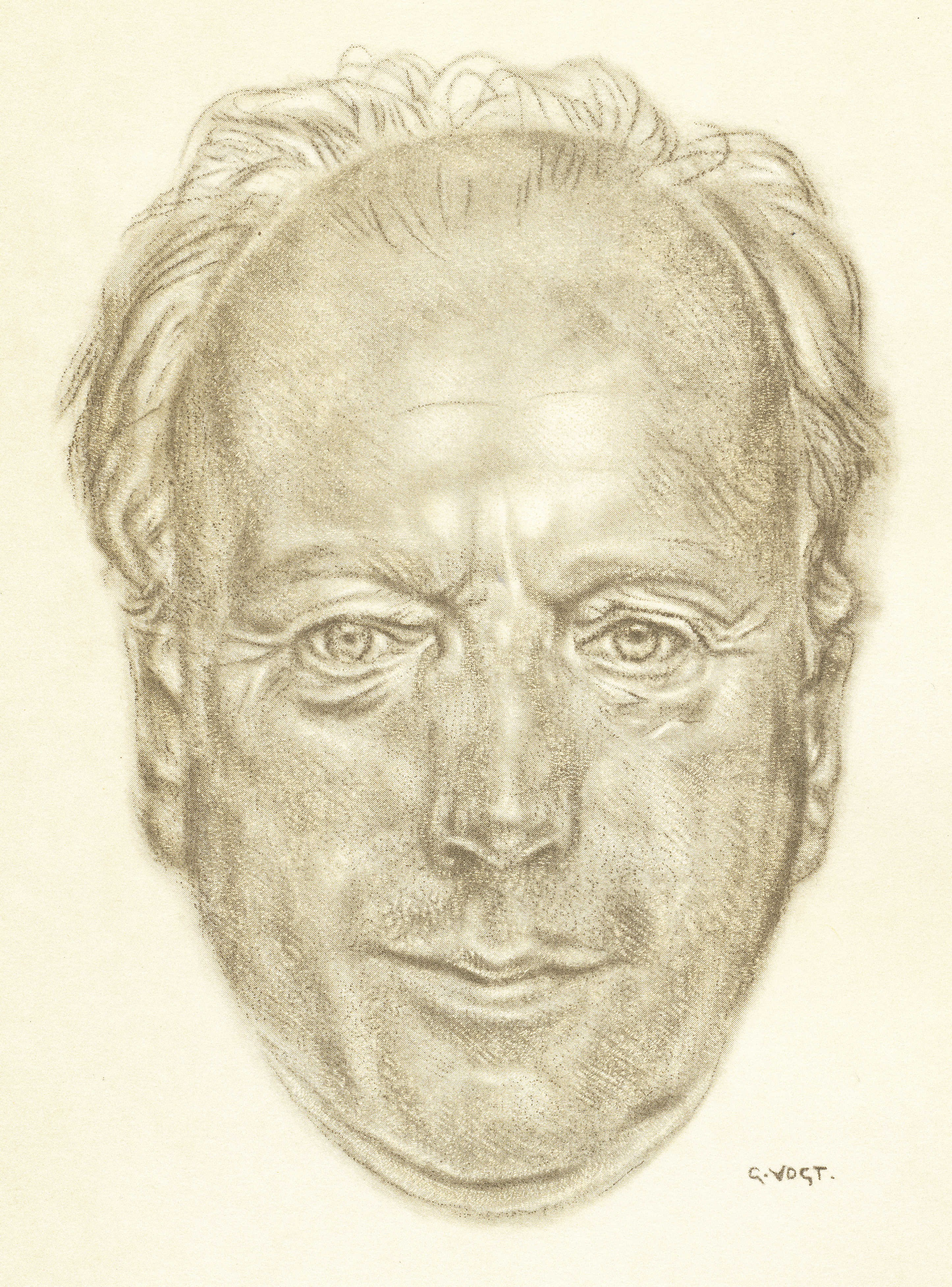
Georg Vogt: Max Körner. (1887–1963)

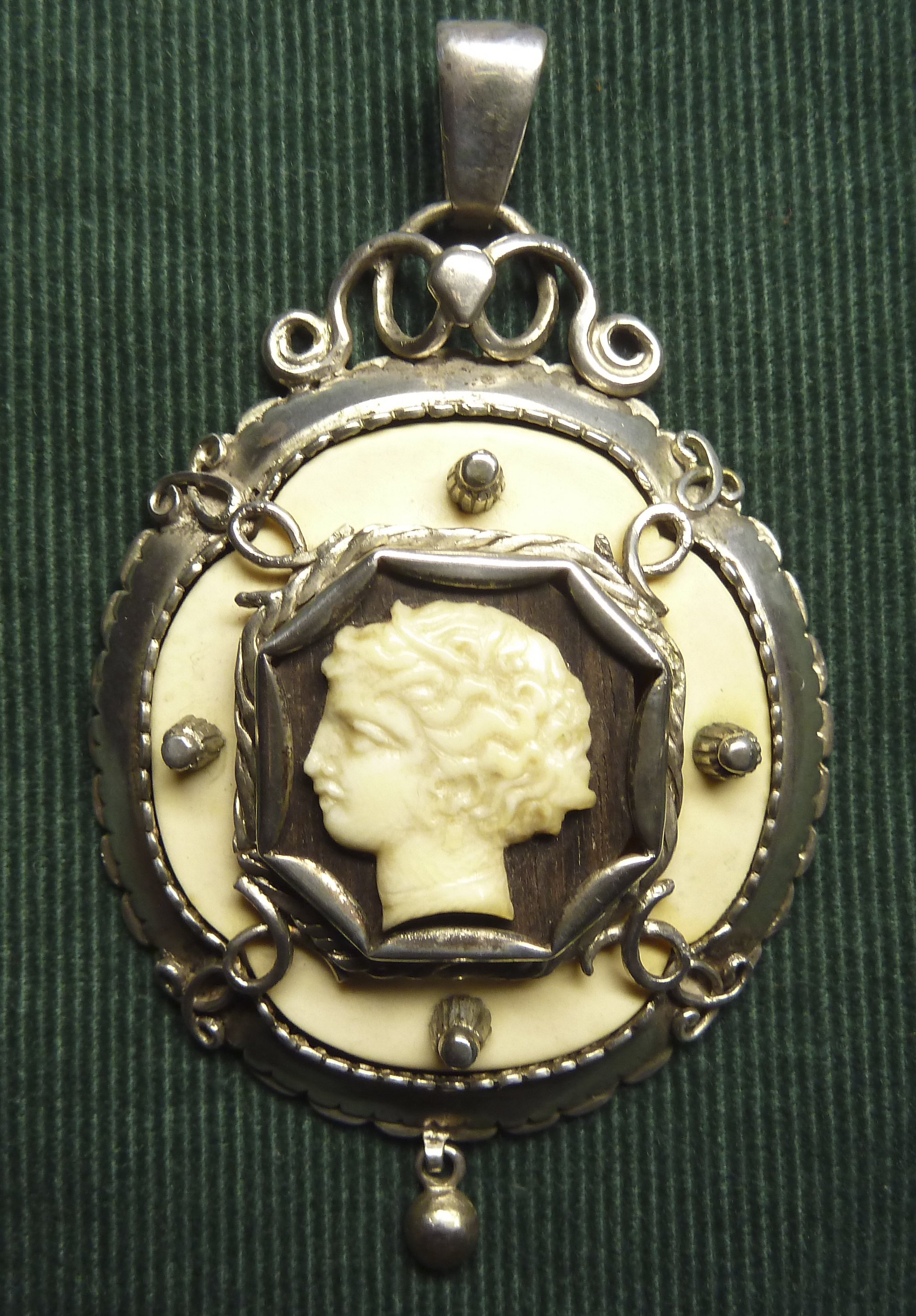
Georg Vogt: Anhänger.
Silber, Elfenbein, Ebenholz

Georg Vogt (* 26. August 1881 in München; † 24. Mai 1956 ebenda) war ein deutscher Kunstmaler, Medailleur, Kunstgewerbler und Professor an der Akademie der Bildenden Künste Nürnberg.

## Werdegang
Nach einer Ausbildung als Dekorationsmaler studierte Georg Vogt von 1898 bis 1904 an der Akademie der Bildenden Künste München und war Schüler von Martin Feuerstein und Carl von Marr.
Von 1905 bis 1911 arbeitete er bei den Metallwerkstätten Steinicken & Lohr, München. Aus dieser Zeit stammen viele seiner Jugendstil-Arbeiten (Schmuck, Dosen, Becher, Tafelaufsätze, Keramik, Lampen, Bowlen, Tabernakel, Lederschnitte, Mosaiken).
1911 erfolgte die Berufung als Professor an die Nürnberger Kunstgewerbeschule (ab 1928 Staatsschule für angewandte Kunst, ab 1940 Akademie der Bildenden Künste Nürnberg) als Leiter der Fachklassen für Naturzeichnen, Mosaik, Geräte, Gefäße und Schnitzereien sowie Glasmalerei, wobei die Glasmalerei im Vordergrund seiner Lehrtätigkeit stand. Während seiner Zeit in Nürnberg schuf er in Franken zahlreiche Glasfenster für Kirchen, die jedoch zumeist im Zweiten Weltkrieg zerstört wurden. Als Medailleur schuf er die ovale, silberne Verdienstmedaille 1916 auf die Verpflegungsstation des Roten Kreuzes auf dem Hauptbahnhof in Nürnberg, sowie eine Medaille zur 400-jahrfeier des Reichstages zu Worms von 1521 mit Martin Luther und der Nürnberger Reformations-Gedächtnis-Kirche.
Vogt war 1938, 1941 und 1943 auf der Großen Deutschen Kunstausstellung in München vertreten. 1941 zeigte er dort ein Porträt des Nazi-Oberbürgermeisters Willy Liebel.
Von 1943 bis 1954 war die Akademie in das Schloss Ellingen ausgelagert. Da er einer der wenigen politisch unbelasteten Professoren an der Akademie war, blieb er nach dem Ende des nationalsozialistischen Regimes an der Hochschule (Klasse für Malerei und Illustration) und baute zusammen mit Max Körner (Klasse für angewandte Grafik) als Kommissarischem Leiter ab Sommersemester 1946 und vier Neuberufenen (Fritz Griebel, Hermann Wilhelm, Wunibald Puchner und Hermann Schorer) den Kunstunterricht dort wieder auf. 1948 wurde er emeritiert.
Georg Vogt war Mitglied der Luitpold-Gruppe, einer Gemeinschaft bildender Künstler, vor allem Maler, die gemäßigt moderne Ziele vertraten, und Mitarbeiter der Zeitschrift Jugend.
Glasfenster von Georg Vogt sind erhalten in der Kirche St. Rochus (Zirndorf) und Gemälde am Tabernakel der Jugendstilkirche Herz-Jesu im Augsburger Stadtteil Pfersee-Süd.

## Schüler
Schüler von Georg Vogt waren unter anderen Gertrud Eichenmüller-Sonntag (1908–1995) Malerin und Elisabeth Pfaffenberger (1916–2009), Graphikerin und Radiererin.

## Auszeichnungen
- 1906 erhielt Georg Vogt bei der Dritten Kunstgewerbeausstellung Dresden die Silbermedaille,
- 1918 erhielt er die Goldene Medaille der König-Ludwig-Preis-Stiftung.
- Vogt stellte mehrfach im Haus der Deutschen Kunst in München aus.